# Slaget i Öresund
Slaget i Öresund var ett sjöslag under Karl X Gustavs andra danska krig mellan en nederländsk flotta och den svenska flottan. Slaget ägde rum den 29 oktober 1658 och vanns av den nederländsk/danska sidan.

## Bakgrunden
Freden i Roskilde 27 februari 1658 varade endast en kort tid. Den 7 augusti samma år landsteg Karl X Gustavs trupper åter på Själland. Det starka fästet Kronborg vid Helsingör föll, så också större delen av Danmark. Karl X hade startat detta andra danskkrig med siktet inställt att utplåna Danmark både till namn och rike. Köpenhamn började belägras. Den holländske ambassadören i Köpenhamn var orolig inför framtiden. Holland var under 1600-talet en seglande nation med stora handelsintressen; inte minst i Östersjön. Föll Danmark skulle den enda sjöförbindelsen med detta hav helt kontrolleras av Sverige.
Holländarna handlade snabbt. Den 7 oktober 1658 satte den stora holländska flottan segel och nitton dagar senare fällde man ankar norr om Öresund, vid ett grund som kallades ”Lappen”. Från Kullaberg i nordvästra Skåne inrapporterade svenskarna antalet fiendeskepp; 39 örlogsskepp och 8 transportskepp med soldater och proviant till det innestängda Köpenhamn. En flotta på 1 278 kanoner, 4 501 matroser och 1 000 soldater väntade på rätt väder. Nere i Öresund, vid ön Ven, låg svenska flottan på 31 örlogsskepp, 14 armerade handelsskepp, 1 838 kanoner och 6 649 man.

## Sjöslaget
Vid gryningen den 29 oktober lättade holländarna ankar. Det blåste en fördelaktig och kraftig nordvästlig vind. Den holländske amiralen Jacob Obdams order var att nå det instängda Köpenhamn. Jacob Obdam hade emellertid fått personliga problem. Förlamad av gikt kom han att sittande i en länstol på däck få leda striden från sitt amiralsskepp Eendracht. 
Karl X stod med sin stab på Kronborgs slotts vallar. In i det sista hoppades kungen att holländarna skulle ta parti för svenskarna och hälsa Kronborg med salut. Så blev inte fallet. De holländska skeppen strök fram utmed den skånska kusten. Helsingborgs sjöbastioner öppnade eld och fick som svar mottaga hård eld. Klockan åtta på förmiddagen närmade sig de två amiralsskeppen varandra. Ombord på svenska Victoria fanns den svenska amiralen Carl Gustaf Wrangel. Före slaget hade amiral Obdam gett order att man skulle sikta på svenskarnas master, tackel och tåg. Victoria blev på detta sätt snart manövreringsodugligt:

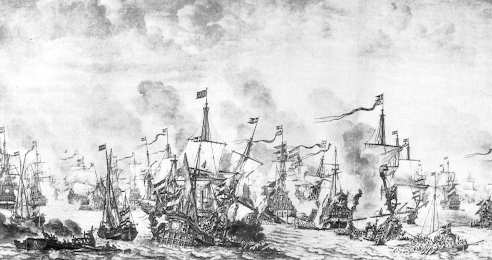
Slaget i Öresund av Willem van der Velde

”Blev amiralskeppet Victoria uti ett hårt fäktande i så måtto skamfilat och tillpinat att det varken fram, tillbaks, eller över stag gå kunde, helst medan dess mesansspröt mitt avskjuten var.”
Wrangel tvingades avbryta striden och skeppet drev hjälplöst över sundet mot Helsingör.  
Slaget utspelade sig över hela vattenytan norr om ön Ven. Svenskarna led svåra förluster. Några svenska skepp stod hårt på grund på den skånska kusten. Holländarna hade bordat och med blankvapen erövrat skeppen Rose, Delmenhorst och Pelikanen. Svenska Morgonstiernan sjönk efter att ha blivit genomborrad av kulor. På svenska Leoparden var nästan hela besättningen på 153 man ur stånd att slåss. Kapten Anders Crabath strandade skeppet mot Vens kust.
Holländarna drabbades också av förluster. Svenske amiralen Claes Bielkenstierna på 60-kanoners skeppet Draken mötte den holländske viceamiralen Witte Wittesen på 54-kanoners skeppet Brederode. Brand uppstod på båda skeppen. ”Omsider kom också svenska skeppet Wismar därtill, la sig framför bogen och blev alltså holländaren övermästrat sedan viceamiralen med tämligen mycket folk däruppe var ihjälskjutna, flaggan däruppå nedtagen och det slutligen gick i sank under landet av Själlandssidan.”
Amiral Obdams skepp Eendracht hotade att sjunka. Amiralsflaggan måste därför föras över till annat skepp. Oförmögen att röra sig ur sin stol hissades amiralen därför över till ett annat skepp. 
Söder om Ven gick flera skepp under. I svenska dagboksanteckningar noteras att man dagarna efter slaget kunde se flera flaggstakar från master sticka upp över vattenytan.
Ett av de svenska befäl som deltog i slaget var Henrik Siöhielm, känd på 1660-talet för misslyckad kaparverksamhet i Indiska oceanen. Ett annat var Asien-resenären och författaren Nils Mattsson Kiöping. 

## Efterspelet

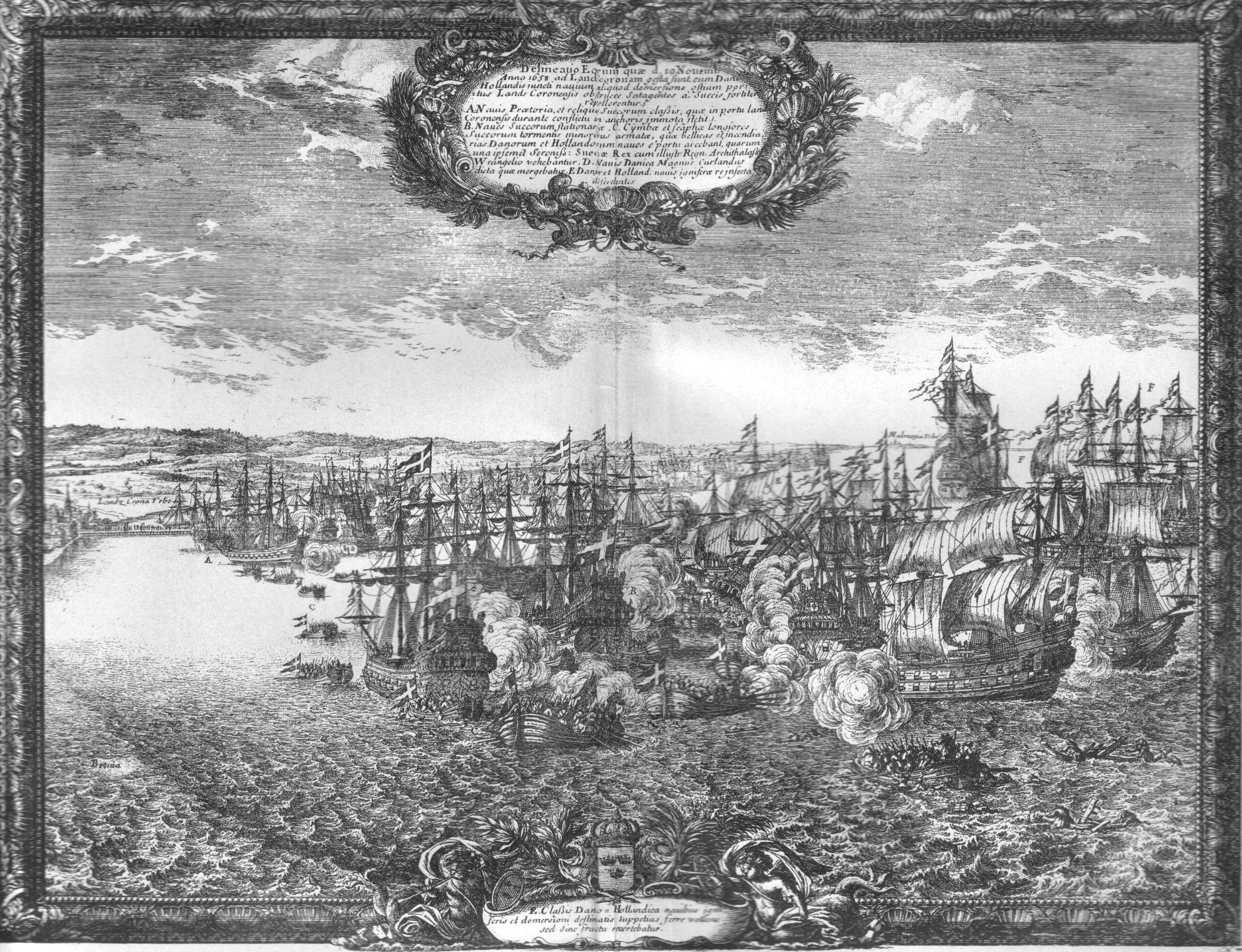
Dansk-holländsk attack på de i Landskrona ankrade svenska skeppen den 19 november 1658. Ur Samuel von Pufendorfs verk om Carl X Gustafs bragder

Holländarna bröt igenom svenskarnas blockad och kunde förena sig med den innestängda danska flottan i Köpenhamn. Danskarna hade försökt att komma fram till slaget men den hårda motvinden hade hindrat detta. Under ringande av Köpenhamns alla kyrkklockor gled de svårt skadade holländska skeppen in mot staden. Med sjösegern var slutet i antågande för Karl X:s maktanspråk på Danmark.
Karl X hade åsett hela slaget från land. Efteråt gick kungen personligen ombord på det svårt sargade amiralsskeppet. På morgonen dagen efter slaget gavs order att den skadeskjutna svenska flottan snarast skulle söka skydd i djuprännan invid Landskronas fästning.
Från Helsingör satte man segel mot Landskrona. Utanför Ven blev det vindstilla. Amiral Wrangel gav då order om att skeppen med handkraft skulle bogseras in i skydd av fästningens kanoner. På morgonen den 31 oktober hade de flesta skeppen på detta sätt kommit i säkerhet. Samtidigt började det blåsa upp en hård sydlig vind. Danskarna lättade segel och några svenska skepp tvingades fly norrut i sundet. Kapten Speck på svenska ”Amarant” vände mot fienden; med sina 36 kanoner lyckades han fördröja de danska skeppen  ”Hannibal” och ”Graa Ulff” på sammanlagt på 86 kanoner.
Vid ankring i Landskrona gick svenska ”Svärdet” på grund. Skeppet fick slagsida och sjönk, fullastad med sjuka och sårade av vilka många drunknade.

## Sveriges äldsta bevarade riksflagga

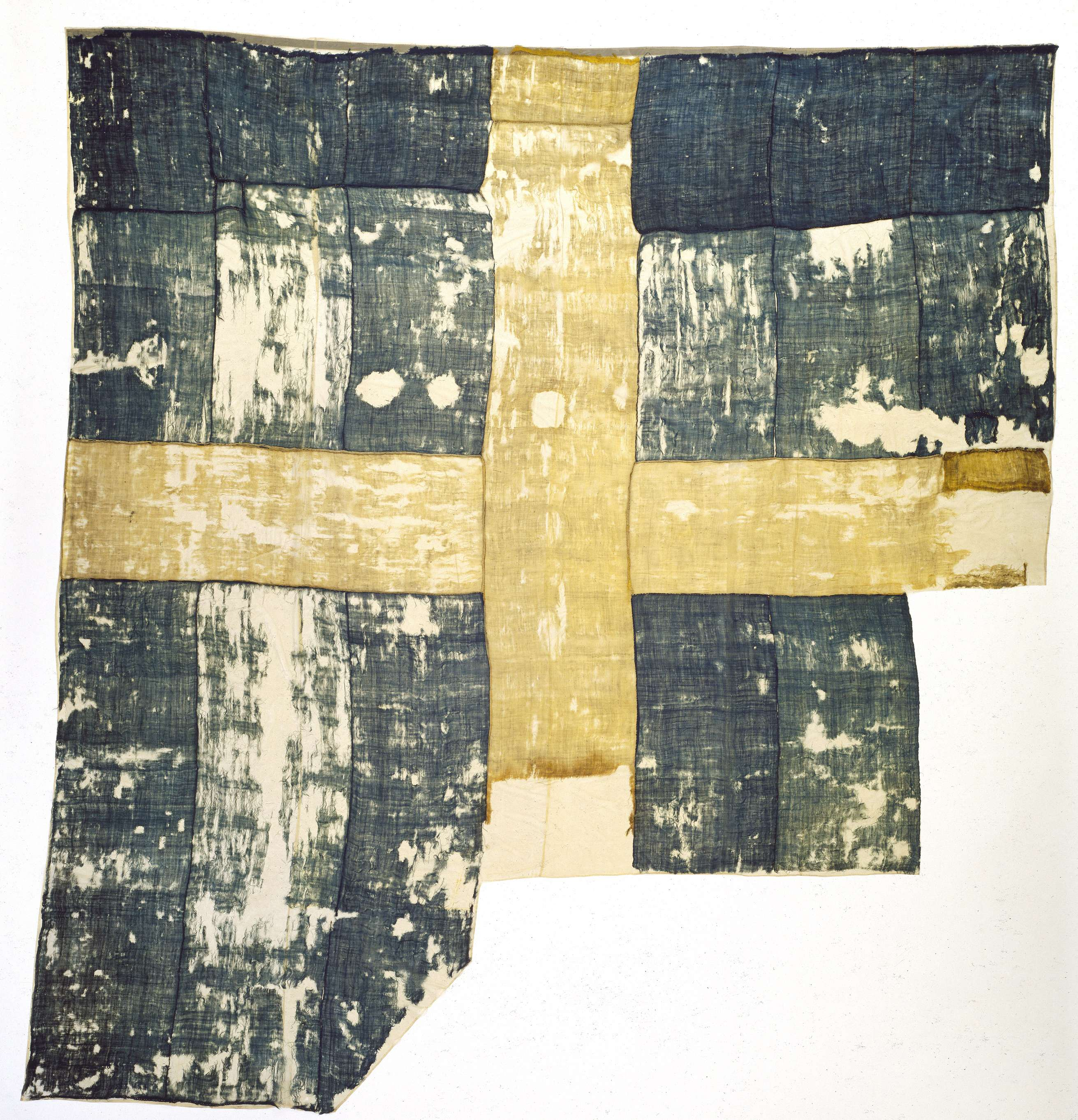

Vid sjöslaget erövrades en av de svenska flaggorna. Denna fördes som trofé till Holland. Vid den stora utställningen ”Spelet om Skåne” på Malmö museer 1993 visades flaggan åter i Sverige för första gången sedan slaget. Ett erbjudande från det holländska museet att flaggan skulle återföras till Sverige vidarebefordrades av Malmö museer men ingenting hände. Sveriges äldsta bevarade flagga ligger därför fortfarande ihoprullad i ett holländskt museimagasin.

## Skeppslista
| Republiken Förenade Nederländerna Denna sida innehåller något skilda uppgifter om de holländska skeppen |         |                                                            |
| Skeppets namn                                                                                           | Kanoner | Övrigt                                                     |
| Avantgarde (Viceamiral Witte Corneliszon de With)                                                       |         |                                                            |
| Brederode (de With)                                                                                     | 59      | Gick på grund, erövrad av Wismar och sänkt; de With stupad |
| Landman                                                                                                 | 40      |                                                            |
| Zeeridder                                                                                               | 22      |                                                            |
| Prinsessan Louise                                                                                       | 32      |                                                            |
| Cogge                                                                                                   | 40      |                                                            |
| Windhont                                                                                                | 23      |                                                            |
| Prins Willem                                                                                            | 28      |                                                            |
| Wapen van Medemblick                                                                                    | 36      |                                                            |
| Groningen                                                                                               | 36      |                                                            |
| Center (Amiral Jacob van Wassenaer Obdam)                                                               |         |                                                            |
| Eendracht (Obdam)                                                                                       | 72      |                                                            |
| Rotterdam                                                                                               | 52      |                                                            |
| Zon | 40      |                                                            |
| Wapen van Rotterdam                                                                                     | 40      |                                                            |
| Wapen van Dordrecht                                                                                     | 40      |                                                            |
| Halve Maen                                                                                              | 40      |                                                            |
| Duyvenvoorde                                                                                            | 40      |                                                            |
| Stavoren                                                                                                | 40      |                                                            |
| Deutecom                                                                                                | 24      |                                                            |
| Waegh                                                                                                   | 40      |                                                            |
| Gouden Leeuw                                                                                            | 38      |                                                            |
| Hoorn                                                                                                   | 28      |                                                            |
| Princes Albertina                                                                                       | 36      |                                                            |
| Arriärgarde (Viceamiral Pieter Floriszoon)                                                              |         |                                                            |
| Jozua (Floriszoon)                                                                                      | 50      | Pieter Floriszoon stupad                                   |
| Breda                                                                                                   | 28      | Erövrad men övergiven och återerövrad                      |
| Jupiter                                                                                                 | 32      |                                                            |
| Alkmaar                                                                                                 | 36      |                                                            |
| Westfriesland                                                                                           | 28      |                                                            |
| Wapen van Holland                                                                                       | 38      |                                                            |
| Eendracht                                                                                               | 38      |                                                            |
| Caleb                                                                                                   | 40      |                                                            |
| Jonge Prins                                                                                             | 30      |                                                            |
| Wapen van Monnickendam                                                                                  | 26      |                                                            |
| Trupptransportskepp                                                                                     |         |                                                            |
| Judith                                                                                                  | 24      |                                                            |
| Vergulden Haen                                                                                          | 16      |                                                            |
| Liefde                                                                                                  | 24      |                                                            |
| Medea                                                                                                   | 24      |                                                            |
| Perel                                                                                                   | 23      |                                                            |
| Fruytboom                                                                                               | 23      |                                                            |
| Danmark                                                                                                 |         |                                                            |
| Skeppets namn                                                                                           | Kanoner | Övrigt                                                     |
| Danska eskadern (Henrik Bjelke)                                                                         |         |                                                            |
| Trefoldighed (Bjelke)                                                                                   | 66      |                                                            |
| Tre Løver                                                                                               | 60      |                                                            |
| Norske Løve                                                                                             | 48      |                                                            |
| Hannibal                                                                                                | 44      |                                                            |
| Graa Ulv                                                                                                | 36      |                                                            |
| Johannes                                                                                                | 20      |                                                            |
| Hojenhald                                                                                               | 8       |                                                            |
| Sverige                                                                                                 |         |                                                            |
| Skeppets namn                                                                                           | Kanoner | Övrigt                                                     |
| Första eskadern (Sjöhjelm)                                                                              |         |                                                            |
| Cesar (Viceamiral Henrik Gerdtsson Sjöhjelm)                                                            | 54      |                                                            |
| Amarant (Major Tönnes Speek)                                                                            | 46      |                                                            |
| Apollo (Kapten Dirck Thiessen)                                                                          | 46      |                                                            |
| Wismar (Kapten Lorentz Frantzon)                                                                        | 44      |                                                            |
| Vestervik (Kapten Johan Olofsson Berg)                                                                  | 40      |                                                            |
| Fides (Kapten Henrich Thomson)                                                                          | 36      |                                                            |
| Hjorten (Kapten Johan Bähr (Beer))                                                                      | 36      |                                                            |
| Södermanland (Kapten Christer Boij)                                                                     | 38      |                                                            |
| Svanen (Kofferdikapten Henrich de Letter)                                                               | 38      |                                                            |
| Östergötland (Kofferdikapten Joris Reinikis)                                                            | 36      |                                                            |
| Halvmånen (Kapten Johan Simonsson)                                                                      | 28      |                                                            |
| Andra eskadern (Carl Gustaf Wrangel och Daniel Jönsson Strussflycht)                                    |         |                                                            |
| Victoria (Riksamiral Carl Gustaf Wrangel)                                                               | 74      |                                                            |
| Månen (Major Göran Barck)                                                                               | 46      |                                                            |
| Merkurius (Major Gustaf Sperling/Kapten Eric Ulfsparre)                                                 | 46      |                                                            |
| Mars (Kapten Carl Körningh)                                                                             | 44      |                                                            |
| Svärdet (Kapten Jesper Swensson)                                                                        | 44      |                                                            |
| Pelikanen (Kapten Peter Corneliszon)                                                                    | 40      | Erövrad av Wapen van Rotterdam                             |
| Örnen (Kapten Arwed Biörnram)                                                                           | 38      |                                                            |
| Samson (Kofferdikapten Otto van Nijssen)                                                                | 32      |                                                            |
| Morgonstjerna (handelsfartyg) (Kofferdikapten Hans Kloppert)                                            | 48      | Erövrad av Eendracht                                       |
| Goteborgsfalk (Falken) (handelsfartyg) (Kofferdikapten Lorentz Johansson)                               | 24      |                                                            |
| Kronan (Viceamiral Daniel Jönsson Strussflycht)                                                         | 68      |                                                            |
| Tredje eskadern (Bielkenstierna)                                                                        |         |                                                            |
| Draken (Amiral Claes Bielkenstierna)                                                                    | 66      |                                                            |
| Carolus (Major Claas Uggla)                                                                             | 54      |                                                            |
| Stora Falken (Kapten Johan Welamsson)                                                                   | 40      |                                                            |
| Nordstjernan (Kapten Hans Hysing)                                                                       | 40      |                                                            |
| Delmenhorst (Kapten Niels Ericksson)                                                                    | 36      | Erövrad av Hollandia och Wapen van Medenblik               |
| Leoparden Kapten Anders Crabath)                                                                        | 36      | Skadad av Brederode; uppeldad efter slaget                 |
| Rafael (Kapten Erich Ernsson)                                                                           | 36      |                                                            |
| Samson (Kapten Mats Mårtensson)                                                                         | 36      |                                                            |
| Jägaren (Kapten Johan Johansson Kock)                                                                   | 26      |                                                            |
| Konung David (handelsfartyg) (Kapten Johan Henrichsson)                                                 | 42      |                                                            |
| St Johannes (handelsfartyg) (Kofferdikapten Vincent Beckman)                                            | 36      |                                                            |
| Kalmar kastell (handelsfartyg) (Kofferdikapten Peter Jespersson)                                        | 32      |                                                            |
| Fjärde eskadern (Gustaf Wrangel)                                                                        |         |                                                            |
| Hercules (Viceamiral Gustaf Wrangel)                                                                    | 58      |                                                            |
| Maria (Major Thure Thuresson Natt och Dag)                                                              | 46      |                                                            |
| Småland (Kofferdikapten Ennes Dodes de Ville)                                                           | 46      |                                                            |
| Svenska Lejonet (Kapten Taring Hindrichsson)                                                            | 40      |                                                            |
| Svanen (Kapten Efwert Holm)                                                                             | 36      |                                                            |
| Fenix                                                                                                   | 30      |                                                            |
| Fortuna (Kapten Jacob von der Swan)                                                                     | 30      |                                                            |
| Salvator (Löjtnant Bengt Larsson)                                                                       | 30      |                                                            |
| Höken (Kapten Johan Boxhorn)                                                                            | 28      |                                                            |
| Rosen (handelsfartyg) (Kofferdikapten Welam Kuyl (Kyhl))                                                | 40      | Erövrad av Landman                                         |
| Ångermanland (handelsfartyg) (Kofferdikapten Johan Corneliszson)                                        | 20      |                                                            |